# Васуджиєштха
Васуджиєштха — правитель імперії Шунга від 141 до 131 року до н. е.

## Життєпис
Син і спадкоємець царя Агнімітри. Залишилось вкрай мало документів щодо його правління. Вважається, що саме він успішно завершив розпочату його дідом, Пуш'ямітрою, на честь перемоги над армією Індо-грецького царства Ашвамедху. Його досягнення коротко змальовані у п'єсі Малавікагнімітрам, створеної за часів доби Гуптів.